# Alex Silva (lutador)
Alexandre Silva Freitas-Dubé (nascido em 23 de janeiro de 1990), conhecido como Alex Silva é um lutador de wrestling profissional canadense/português.

## Início da vida
O pai de Freitas, Jean-Louis Freitas, também foi um lutador profissional conhecido como Tommy Rose.

## Carreira de wrestling profissional

### Início da carreira (2004-2011)
Depois de ser treinado por seu pai, Freitas estreou em 2004, na promoção Paul Leduc's FLQ. Inicialmente, Freitas adotou o nome no ringue de Sean Simmons, mas logo começou a lutar com o nome de Alex Silva. Ele passou os próximos anos lutando principalmente em Quebec, mas também se aventurou nos Estados Unidos para lutar no Havaí, Atlanta, Wisconsin e Chicago.
Em 1 de agosto de 2011, Silva foi derrotado por Brodus Clay em uma dark match, antes do programa WWE Raw ir ao ar. Na noite seguinte, ele usou o nome de Pat Silva em uma segunda derrota para Clay, que foi gravada para o episódio da semana seguinte do Superstars da WWE.
Ao longo de 2010 e 2011, Silva fez aparições no programa Ring of Honor Wrestling, o programa de televisão da Ring of Honor, e perdeu para Michael Elgin, Roderick Strong , Tommaso Ciampa e Mike Mondo.

### Ohio Valley Wrestling (2010-presente)
Silva fez sua estréia na Ohio Valley Wrestling (OVW) em 17 de novembro de 2010. Em 11 de dezembro, Silva ganhou o OVW Televison Championship derrotando Mohamad Ali Vaez. Sua vitória fez dele o mais jovem campeão televisivo da história da promoção. Ele segurou o campeonato por 46 dias antes de perdê-lo de volta para Vaez em 26 de janeiro de 2011. Algumas semanas mais tarde, Silva deixou para retornar a Montreal.
Silva voltou para a promoção em julho de 2011. Em 9 de novembro, Silva derrotou Rocco Bellagio para ganhar o Televison Championship pela segunda vez. Ele segurou o campeonato por apenas sete dias, antes de perder para Adam Revolver em 16 de novembro. Ele voltou a Montreal mais uma vez no início de 2012, antes de retornar a OVW em 10 de março de 2012. Em 12 de setembro, Silva derrotou Ryan Howe para ganhar o Televison Championship pela terceira vez. Ele perdeu o título para Cliff Compton em 10 de outubro.
Depois de perder o título televisivo, ele começou a parceria com novato Sam Shaw. Eles começaram a rivalizar com diversas equipes nas próximas semanas. Em 1 de dezembro, Silva e Shaw derrotaram Jessie Godderz e Rudy Switchblade para ganharem o OVW Southern Tag Team Championship. Eles perderam o título para Crimson e Jason Wayne em 16 de janeiro de 2013.

### Total Nonstop Action Wrestling (2011-2013)
Em 15 de novembro de 2011, Silva lutou numa dark match para a Total Nonstop Action Wrestling (TNA), perdendo para o Campeão da X Division, Austin Aries.
Em 26 de abril de 2012, no episódio do  Impact Wrestling, Silva fez sua estréia televisionada na TNA perdendo para Robbie E como parte do TNA Gut Check. No episódio da semana seguinte, Al Snow, Bruce Prichard e Ric Flair votaram para dar um contrato TNA para Silva depois que ele fez uma promo e ele se tornou parte da lista oficial. Como vencedor do TNA Gut Check, Silva assinou um contrato de desenvolvimento com a promoção e atribuído de volta a OVW. Silva voltou ao Impact Wrestling em 22 de novembro, perdendo para o companheiro e também vencedor do Gut Check, Sam Shaw.
Em 5 de junho de 2013 o perfil de Silva foi removido do site da TNA.

## No wrestling
- Movimentos de finalização
  - Silva Surfer[2][3] (Running single leg high knee)
  - Lariato[17] (Lariat)
- Gerentes
  - Sunny[18]

## Campeonatos e realizações
- Combat Wrestling Revolution
  - CRW Quebec Champion (1 vez) [19]
- Montreal Wrestling Federation
  - MWF Tag Team Championship (1 vez) – com Mike Bailey [20]
- Ohio Valley Wrestling
  - OVW Southern Tag Team Championship (1 vez) – com Sam Shaw[10]
  - OVW Television Championship (3 vezes)[8]
- Pro Wrestling Illustrated
  - PWI classificou-o na posição #261 dos 500 melhores lutadores individuais na PWI 500 em 2012[21]
- Total Nonstop Action Wrestling
  - Vencedor do TNA Gut Check[22]